# Orientalische Hornisse
Die Orientalische Hornisse (Vespa orientalis) ist eine Hornissen-Art. Sie ist eine von zwei Arten, die natürlicherweise auch in Europa vorkommen.

## Merkmale

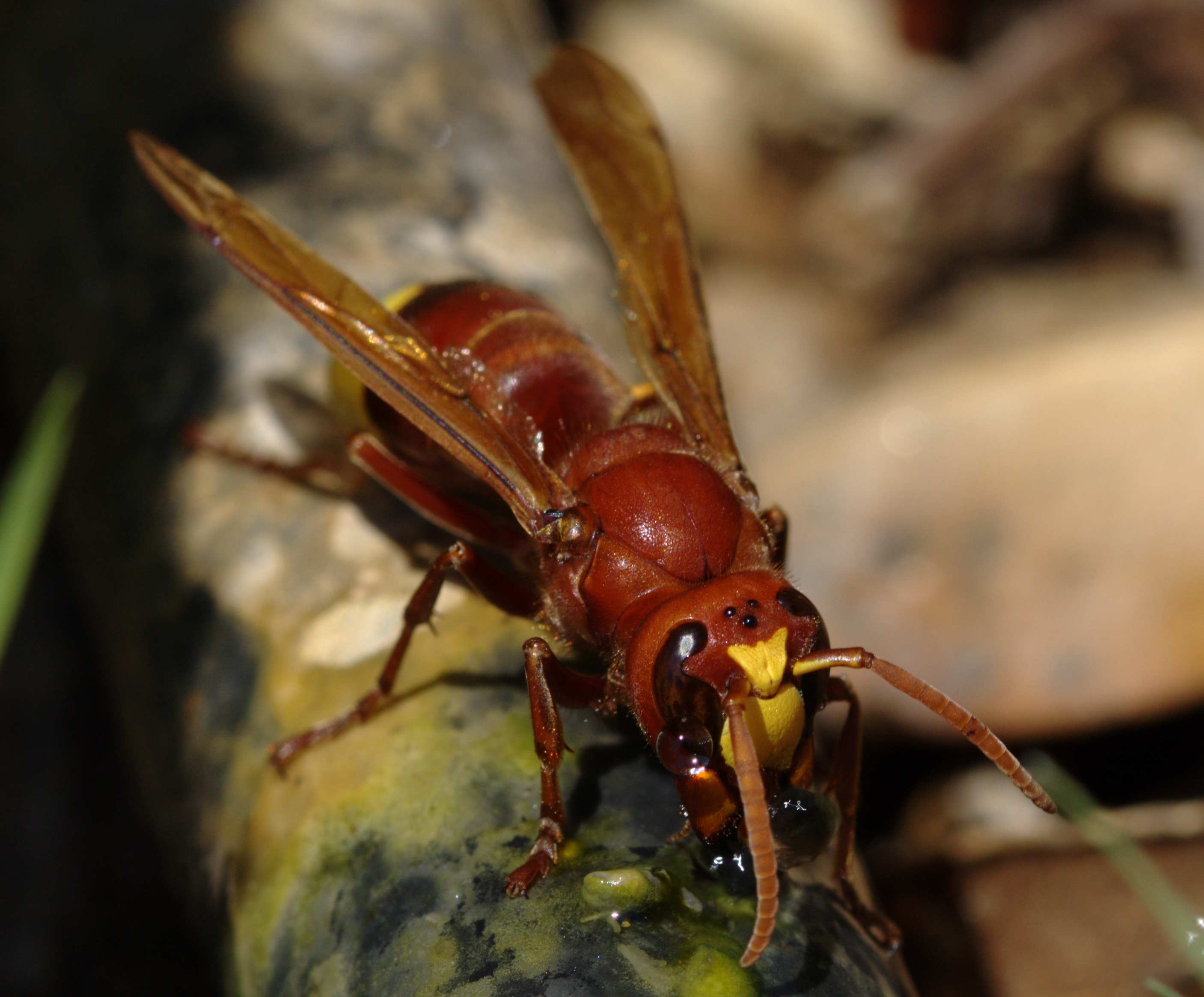
Orientalische Hornisse beim Trinken

Die Vespa orientalis sind große soziale Faltenwespen, sie erreichen etwa dieselbe Körpergröße wie die gewöhnliche europäische Hornisse (Vespa crabro). Für Arbeiterinnen wird eine Körperlänge um 25 Millimeter, für Königinnen bis 35 Millimeter angegeben. Arbeiterinnen in Indien sind etwas kleiner, Königinnen von 22 bis 28 Millimeter, Arbeiterinnen 17 bis 22 Millimeter.
Die Art ist normalerweise aufgrund ihrer Färbung unverkennbar und leicht von anderen Hornissen und sozialen Faltenwespen zu unterscheiden. Der Körper ist meist überwiegend braun gefärbt und damit heller als bei den meisten anderen Arten, die größere schwarze Anteile aufweisen. Je nach Färbungsvariante existieren aber auch Tiere mit schwarz gefärbten Abschnitten, vor allem auf dem freien Hinterleib. Teile des Kopfes (Clypeus und Frons) sind gelb, die Flügel sind mehr oder weniger intensiv bräunlich getönt. Am freien Hinterleib besitzt der erste Tergit zwei kleine gelbe Flecken, der dritte, gewöhnlich auch der vierte Tergit eine breite gelbe Binde, oft sind sie vollständig gelb gefärbt. Bei Vespa crabro ist der gesamte freie Hinterleib, mit Ausnahme des ersten Tergits, ausgedehnt gelb gefärbt und schwarz (nicht braun) gezeichnet. Bei der eingeschleppten Asiatischen Hornisse (Vespa velutina) in Europa ist der Hinterleib überwiegend schwarz, mit einer breiten gelben Binde auf dem vierten Tergit, die übrigen Tergite besitzen nur teilweise einen schmalen gelben Endsaum.
Die Orientalische Hornisse (Vespa orientalis) erträgt als einzige Hornissenart trockenes Wüstenklima. Dazu trägt die Fähigkeit des Hinterleibs als Wärmepumpe bei, die zur Wärmeerzeugung sowie auch zur Kühlung des Insekts dienen kann.

## Färbungsvarianten
Innerhalb des Verbreitungsgebiets der Orientalischen Hornisse sind eine Reihe von Färbungsvarianten bekannt geworden, die im Rang von Unterarten beschrieben wurden. Wahrscheinlich handelt es sich, analog zu den Verhältnissen bei anderen Hornissenarten, aber nur um Varietäten der Färbung ohne taxonomischen Wert.
- Vespa orientalis jurinei De Saussure, 1853. Albanien. Der freie Hinterleib überwiegend dunkelbraun bis fast schwarz, nur mit zwei gelben Flecken am Hinterrand des ersten Tergits.
- Vespa orientalis aegyptica André, 1884. Ägypten. Mit größeren gelben Flecken auf dem ersten Hinterleibstergit und überwiegend braun gefärbtem viertem Tergit.
- Vespa orientalis zavattarii Guiglia & Capra, 1939. zentrale Sahara (ähnliche Farbformen auch in Asien). Insgesamt dunkler braun, mit größeren gelben Flecken auf dem ersten Hinterleibstergit.
- Vespa orientalis somalica Giordahi-Soika, 1934. Südarabien und Somalia. Hinterleib dunkler braun, fast schwarz gefärbt, mit dunkelbraun getönten Flügeln. Sehr kleine gelbe Flecken auf dem ersten Tergit.
- Vespa orientalis arabica Giordani-Soika, 1957. Sehr ähnlich somalica, vermutlich synonym.

## Besondere Eigenschaften der Kutikula
Erst 1991 entdeckten Forscher an der Universität Tel Aviv photoelektrische Eigenschaften sowohl in der Cuticula als auch im Kokon der Larven.

## Verbreitung
Die Orientalische Hornisse besiedelt ein großes Areal in der östlichen Mittelmeerregion (Südost-Europa), in Nordafrika, dem Nahen und Mittleren Osten, der Türkei, dem Iran und in Indien, östlich bis zum Himalaya, von Westbengalen bis Kaschmir, daran schließen randliche Funde aus Nepal, Pakistan und Afghanistan an; eingeschleppt wurde sie nach Nordamerika (Mexiko). Andere, vereinzelte Beobachtungen außerhalb des bekannten Verbreitungsgebiets wie in Madagaskar oder China werden auf verschleppte Einzeltiere zurückgeführt.
Im Osten Indiens zählt sie zu den verbreiteten Arten und ist insbesondere in der Gangesebene häufig, die östlichsten Vorkommen liegen im Vorland des Himalaya.
Der Westrand der Verbreitung erreicht Europa, hier lebt sie im Südosten, auf der südlichen Balkanhalbinsel, nördlich bis Albanien und Bulgarien, westlich bis Süditalien, Sizilien und Malta. Auf dem Peloponnes (Süd-Griechenland) ist sie verbreitet und recht häufig und kommt auch auf Zypern vor.
2021 entdeckten drei Entomologen ein neues Vorkommen der Art in der französischen Stadt Marseille: Der Fund in einem verlassenen Industriegelände am Canal de Marseille im besiedelten Stadtgebiet nahe dem Hafen, lässt eine Einschleppung vermuten.
Im August 2024 wurde ein Exemplar in Mannheim-Neckarstadt nachgewiesen, womit dieser Fund die erste dokumentierte Sichtung in Deutschland darstellt.

## Lebensweise
Die Art nistet vor allem unterirdisch, meist in Kleinsäugerbauten, in Bodentiefen zwischen 20 und fast 60 Zentimetern. Daneben kommen aber auch oberirdische Nester, auch in menschlichen Bauten, vor. Die Art zeigt in großen Teilen ihres Verbreitungsgebiets eine Vorliebe für Nestorte in menschlichen Siedlungen. In die Nesthülle wird immer ein gewisser Anteil anorganischer Bestandteile wie Sandkörner eingelagert. Die meisten unterirdischen Nester besitzen gar keine Nesthülle.
In Israel und Ägypten verlassen die jungen Königinnen ihr Überwinterungsquartier im April bis Mai (selten schon im Februar), erste Arbeiterinnen sind Ende Mai bis Juni zu sehen. Es wurde beobachtet, dass in der ersten Nestphase, wenn die junge Königin die erste Brut noch allein versorgt, andere Jungköniginnen ins Nest eindringen und versuchen, die Königin zu vertreiben oder zu töten, um selbst das Nest zu übernehmen. Sobald aber Arbeiterinnen vorhanden sind, schlägt dies in der Regel fehl, weil sie den Eindringling attackieren. Es ist deshalb nicht ungewöhnlich, im Eingangsbereich junger Nester tote junge Königinnen zu finden. Selten sterben beide Königinnen im Kampf, dann beginnen nach einiger Zeit Arbeiterinnen, Eier zu legen (aus denen ausschließlich Männchen schlüpfen können). Normalerweise hindern sich Arbeiterinnen gegenseitig an der Eiablage („policing“) und fressen gelegte Eier gegebenenfalls auf. Das Volk wächst anfangs recht langsam, mit etwa 30 Arbeiterinnen bis Mitte Juli.
Die Maximalgröße des Nestes mit etwa 2000 Zellen wird Anfang September erreicht. Das Nest umfasst dann in Israel drei bis vier, in Ägypten vier bis zehn und in Indien regelmäßig mehr als fünf Wabenteller. Die Zahl der Arbeiterinnen beträgt dann im Schnitt etwa 250, sie steigt noch bis Mitte September auf über 400 an. Die ersten großen Zellen (zur Produktion von neuen Königinnen) werden bald darauf angelegt, der Bau von kleinen Zellen für Arbeiterinnen (und einen Teil der Männchen) wird eingestellt. Im Endzustand kann der Anteil der großen Zellen fast ein Viertel erreichen. Erste junge Königinnen fliegen etwa Mitte Oktober. Zu Beginn des Winters (November, selten bis Dezember) sterben die Nester ab, nur die jungen Königinnen überwintern.
Das Tier wird im Sommer oft Beute des in diesen Regionen vorkommenden Bienenfressers, eines schwalbenähnlichen Vogels, der in Steilwänden große Kolonien gründet. Im Sommer zählt Vespa orientalis in manchen Regionen zur Hauptnahrungsquelle der Bienenfresser. Orientalische Hornissen werden im Geäst auch von großen Gottesanbeterinnen gefangen, die wiederum durch ihren Panzer vor dem Hornissenstachel recht gut geschützt sind.
Sie ist bei Imkern unbeliebt, denn sie erbeutet auch Honigbienen, und das meist sogar direkt am Bienenstand oder Bienenwagen. Die orientalische Hornisse gilt in ihrem Verbreitungsgebiet somit als einer der schlimmsten Imkereischädlinge, denn sie fängt nicht nur Bienen am Flugloch ab, sondern sie dringt sogar in geschwächte Völker ein und raubt deren Honig.

## Verwendung
Die Larven werden in Teilen Indiens gegessen.